# Джерело № 2 (Майдан)
Джерело № 2 — гідрологічна пам'ятка природи місцевого значення. Об'єкт розташований на території Міжгірського району Закарпатської області, с. Майдан.
Площа — 0,5 га, статус отриманий у 1984 році (Рішення Закарпатського облвиконкому від 23.10.1984 р. № 253).
Охороняється джерело вуглекислої, гідрокарбонатно-кальцієво-магнієвої води. Загальна мінералізація - 0,4 г/л. Мікроелемент - марганець. Використовується для лікування захворювань органів травлення.